# 命运之剑
《命运之剑》(Miecz przeznaczenia) 是波兰奇幻作家安杰伊·萨普科夫斯基的《猎魔人》系列中第二部短篇小说集，于1992年由SuperNowa 出版。虽然1993年出版的《白狼崛起》比它晚，但出版社认为《命运之剑》是系列第二部作品。该小说集包含六个短篇故事，最后一个故事 “别的东西”可以看做后续长篇小说的前传。

## 情节

### 可能之界
在霍洛珀尔附近，杰洛特和骑士博尔奇（也叫“三寒鸦”）、他的两名来自泽瑞坎的女护卫共同踏上了旅程。在一座桥上的关卡附近，他们偶遇了丹德里恩。丹德里恩介绍说附近有一条受伤的龙，很多人想要屠龙，于是杰洛特一行也加入了屠龙者的行列。屠龙者中包括杰洛特的前情人叶奈法和矮人亚尔潘·齐格林。

### 冰之碎片
在波维斯的城市艾德·金维尔，杰洛特和他的情敌，法师伊思崔德展开决斗。决斗之前，伊思崔德向叶奈法求婚，叶奈法考虑后拒绝了他。

### 永恒之火
在诺维格瑞，杰洛特帮助半身人商人丹迪·比伯威特处理他遇到的麻烦。半身人在城外喝醉时，遇到了一只变形怪嘟嘟，嘟嘟通过变化成的他样子窃取了他的身份。进城后，嘟嘟把他的马卖掉，并买了许多没用的货物。

### 一点牺牲
在布利姆巫德海角，杰洛特帮助艾格罗瓦尔公爵追求美人鱼希恩娜兹。公爵想让美人鱼喝灵药长出双腿，而美人鱼想让公爵找海女巫把双腿变成尾巴。之后他通过丹德里恩的介绍，结识了女吟游诗人艾希·达文（外号“小眼睛”）。

### 命运之剑
在布洛克莱昂，杰洛特偶遇了自己的“命运之子”,辛特拉的公主希里，并保护希里返回辛特拉。

### 别的东西
杰洛特回忆起希里的父母多尼和帕薇塔在她幼年时就遭遇海难去世了。在她六岁那年，杰洛特去辛特拉拜访卡兰瑟女王，后者让他从一群玩耍的孩子中挑一个带走，但不会告诉他挑中的是否是希里。杰洛特拒绝了，说他只想看看孩子，之后会空手离开。他还说这群孩子里没有帕薇塔的儿子。
辛特拉被尼弗伽德帝国攻陷后，希里逃了出来。之后在术士山（也叫十四人山）附近，杰洛特和希里重逢。希里问杰洛特“我是你的命运吗？”杰洛特回答“你不光是我的命运”。

## 改编
电视剧《猎魔人》第一季后三集的剧情以书中故事为基础。
2025年2月的动画电影猎魔人：深渊海妖改编自书中的故事“一点牺牲”。

## 脚注
1. ↑  从《精灵之血》到《湖中女士》的五本书
2. ↑  此时希里约九岁
3. ↑   此时他不知道帕薇塔生的是女儿
4. ↑  此时希里约十到十一岁
5. ↑   改动的幅度较大